# Mingote
Ángel Antonio Mingote Barrachina, premier marquis de Daroca (né le 17 janvier 1919 à Sitges et mort le 3 avril 2012 à Madrid) est un auteur de bande dessinée, dessinateur de presse et journaliste espagnol qui signait Mingote. De 1953 à sa mort, il a réalisé un dessin quotidien pour ABC.

## Prix et distinctions
- 1961 : Chevalier de l'ordre d'Isabelle la Catholique

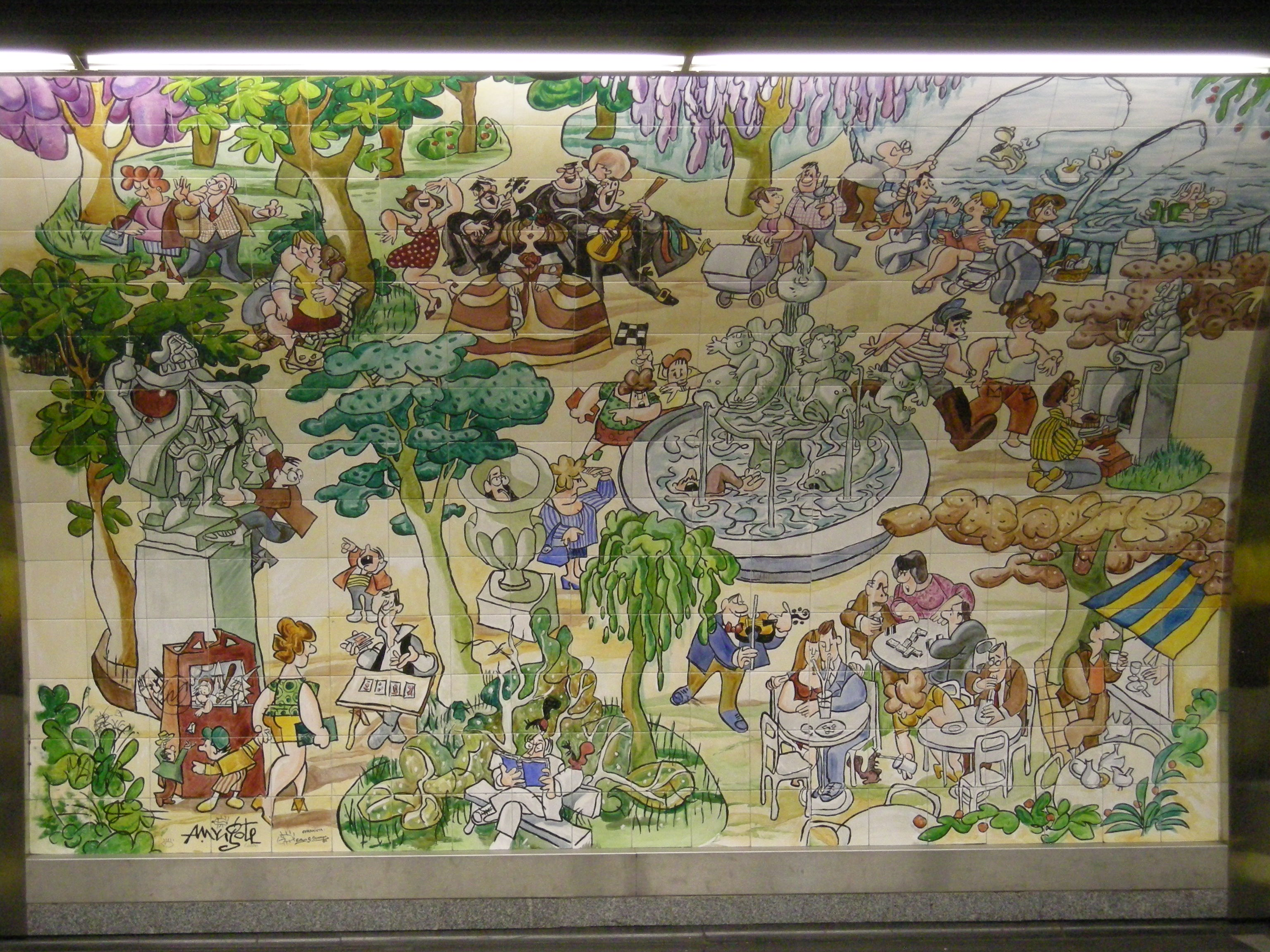
Peinture murale de Mingote dans la station Retiro du métro de Madrid (1987).

- 1988 : Académie royale espagnole, siège « r »
- 1998 : Prix ibéro-américain d'humour graphique Quevedos, pour l'ensemble de son œuvre
- 2001 : Prix international d'humour Gat Perich, pour l'ensemble de son œuvre
- 2002 : Médaille d'or du mérite des beaux-arts
- 2005 : Docteur honoris cause de l'université d'Alcalá de Henares
- 2007 : Docteur honoris causa de l'université du roi Juan Carlos